# Castillo de Serranos de la Torre
El castillo de Serranos de la Torre o torrejón de los Serranos es un castillo situado en la provincia de Ávila en el caserío de Serranos de la Torre, perteneciente al municipio de Zapardiel de la Cañada.

## Historia
El obispo Lope de Barrientos estando al servicio de Juan II de Castilla, consiguió los señoríos de Pascualcobo y Serranos de la Torre, que fue ampliando con heredades en diversos pueblos, todos de Ávila. En 1451 mandó construir el castillo de Serranos de la Torre (provincia de Ávila), conocido actualmente como Torrejón de los Serranos.
En el Almacén Visitable del Museo de Ávila se encuentra el sepulcro de Benardino de Barrientos (en la imagen de la ficha) proveniente de Zapardiel de la Cañada del  siglo XVI.  La tumba se construyó en la antigua iglesia del Castillo de Serranos de la Torre. Es obra de Vasco de la Zarza (14??-1524), importante escultor del Renacimiento abulense. El sepulcro del caballero, tallado en alabastro, presenta la figura yacente y un frontal heráldico. La imagen es muy semejante a otra del mismo autor en la catedral de Toledo.
En el Catastro de Ensenada (1751), tan exhaustivo, se recoge este castillo, y se documenta solo que: 

....sellama este despoblado la villa de Serranos de la Thorre/..../...que es de señorío propio de la casa y mayorazgo del Conde de las Amayuelas.../... No ay más vezino que el montaraz.../... hay dos casas avitables y una arruinada enteramente....

En los tiempos de esta encuesta  ya se trata de un lugar abandonado. Su nombre puede indicar un fin repoblador por hombres de sierra y reflejar, a la vez, que estaba dotado de una fortaleza para su defensa.
El castillo forma parte de un caserío situado en una depresión del terreno, por donde discurre el arroyo de Las Posaderas
.

## Construcción
Construido en mampostería con sillares de granito en las esquinas, es de planta centralizada, con la torre del homenaje cuadrada, rodeada de un muro perimetral bajo, con dos enormes cubos angulares. Gómez Moreno dibujó un croquis con cuatro cubos, pero en la actualidad solo se conservan los dos traseros, aunque por delante se aprecian restos de un muro en el centro y gran acumulación de tierras en las teóricas esquinas.
El lienzo oeste del torre del homenaje, el mejor conservado, tiene una saetera a una altura media y está rematado por un matacán de sillería de diez ménsulas de tres modillones cada una, que soportan arquillos apuntados sobre los que se levanta el antepecho coronado por merlones triangulares.
En el cuerpo principal, se abre el acceso con jambas y dintel en tres piezas, sobre el que hay un escudo episcopal con el campo vacío, quizá inacabado, que se puede poner en relación con otros dos conservados en la vecina ermita, de los que se desconoce si se han reutilizado.
El interior muestra unos potentes muros de un metro de grosor aproximadamente, que decrecen en altura, con algunos mechinales, restos de enfoscado y cambios estructurales que hablan de reformas en la parte superior. En la pared oeste está empotrada una chimenea de sillería; conserva el tiro en toda su altura y se le superpone, en el primer piso, otra con paredes de ladrillo.
Todos los muros se encuentran perforados por vanos cuadrados o rectangulares, en algunos casos de sillería y en otros de ladrillo, que presentan gran derrama, para abrirse al exterior a modo de pequeñas saeteras.
Los dos cubos conservados se usan actualmente como dependencias agrícolas, con las cubiertas de teja y macizadas las almenas. En la parte inferior se abren unas bocas circulares monolíticas que, por la altura a la que se encuentran servían para la defensa con artillería emplazada en el interior.
Está protegido genéricamente  desde 1949;  y es Bien de Interés Cultural.